# Rue Élémir-Bourges
La rue Élémir-Bourges est une voie marseillaise.

## Situation et accès
Cette rue située dans le 4e arrondissement de Marseille, prolonge la rue Granoux à partir du boulevard Sakakini jusqu’au boulevard Louis-Botinelly.
Cette voie en ligne droite se situe dans le quartier de la Blancarde. Elle est à sens unique du boulevard Sakakini à l'avenue du Maréchal-Foch puis à double sens sur le reste du tracé où, avant d’aboutir sur le boulevard Louis-Botinelly, passe sous les voies de la ligne de Marseille à Vintimille dans un petit passage étroit.

## Origine du nom
La rue doit son nom à Élémir Bourges (1852-1925), écrivain français né à Manosque.

## Historique
Elle prend sa dénomination actuelle par délibération du Conseil municipal du 26 septembre 1935.
La partie basse de la rue Caseneuve intègre la rue Élemir-Bourges après délibération du Conseil municipal du 6 novembre 1967.
Jusque dans les années 2000, la rue fut desservie par la ligne de trolleybus puis d’autobus  de la RTM en direction de la gare de Marseille-Blancarde entre le boulevard Sakakini et l’avenue du Maréchal-Foch. Les lignes aériennes de contact ayant servi à cette ligne ont subsisté jusqu’en 2014 où elles furent démontées.

## Bâtiments remarquables et lieux de mémoire
- À l’angle avec le boulevard Boisson se trouve la salle Vallier.